# 约阿尼纳专区
约阿尼纳专区（希臘語：Περιφερειακή ενότητα Ιωαννίνων），是希腊伊庇鲁斯大区的一个专区。首府为约阿尼纳。专区面积为4,990平方公里，2011年人口数量为167,901人。

## 行政
约阿尼纳州最初成立于1915年。在2011年卡利克拉提斯改革方案中，希腊所有州份被取消。原约阿尼纳州作为整体设立为约阿尼纳专区。约阿尼纳专区下分为8个市镇（括号内为地图中的数字）：
- 约阿尼纳（1）
- 北楚迈尔卡（2）
- 多多尼（3）
- 济察（4）
- 扎戈里（5）
- 科尼察（6）
- 迈措沃（7）
- 波戈尼（8）